# Moussa Traoré (calciatore 1990)
Moussa Traoré (Abidjan, 19 aprile 1990) è un calciatore ivoriano, attaccante del Template:Calcio Brainois.